# Bataillon 12. Februar

Flagge der Interbrigaden

Das Bataillon 12. Februar war eine Einheit überwiegend österreichischer Freiwilliger in den Internationalen Brigaden im Spanischen Bürgerkrieg. Das Bataillon wurde im Juni 1937 aufgestellt. Ab Sommer 1937 war es Teil der XI. Internationalen Brigade („Thälmann“) mit dem Thälmann-Bataillon, dem Edgar-André-Bataillon und dem Hans-Beimler-Bataillon. Mit 1500 Kämpfern bildete es im Verhältnis zur Größe der Bevölkerung des Herkunftslandes das größte Bataillon internationaler Kämpfer. 220 Angehörige des Bataillons starben. Der Name „12. Februar“ bezieht sich auf den Ausbruch des Österreichischen Bürgerkriegs gegen die Dollfuß-Diktatur im Jahr 1934 an eben jenem Tag.

## Geschichte

### Umgruppierung der XI. Internationalen Brigade
In den ersten sechs Monaten des Jahres 1937, vor der Schlacht von Brunete, erfolgte die Neuformierung der Internationalen Brigaden nach sprachlichen Kriterien. Das 12.-Februar-Bataillon wurde mit dem Edgar-André-Bataillon, dem Hans-Beimler-Bataillon und dem  Thälmann-Bataillon Teil der XI. Internationalen Brigade.

### Schlacht von Brunete
Zu Beginn der Schlacht von Brunete, am 6. Juli 1937, bezog die 35.ª Division mit der XI. Internationale Brigade, der 32.ª Brigade und 108.ª Brigade Reservestellungen hinter der 11.ª Division von Enrique Líster. Nach dem Einsatzbefehl vom Edgar-André-Bataillon und dem Thälmann-Bataillon gegen 11:00 Uhr erfolgte gegen Abend der Einsatzbefehl für das 12.-Februar-Bataillon. Nach dem gescheiterten Angriff des Hans-Beimler-Bataillons am Friedhof von Quijorna, wurde das 12.-Februar-Bataillon an den Frontabschnitt Quijorna beordert. Am folgenden Tag, nach dem gescheiterten Angriff, erfolgte am 9. Juli mit dem 12.-Februar-Bataillon und dem Hans-Beimler-Bataillon ein erneuter Angriff auf den Friedhof. Gegen 10:00 nahmen die beiden Bataillone den Friedhof ein, so dass auch die Ortschaft Quijorna eingenommen werden konnte.
Gegen Abend erhielt die 35.ª Division den Befehl in südlicher Richtung anzugreifen, wobei die XI. Internationale Brigade Reservestellungen hinter der 108.ª Brigade bezog. Am 10. Juli 1937 um 08:00 erreichte das Hans-Beimler-Bataillon mit dem halben 12.-Februar-Bataillon, ohne dem Edgar-André-Bataillon und dem Thälmann-Bataillon, seine Stellungen.
Nach der Erteilung des Angriffbefehls am 10. Juli um 15:30 rückte das 12.-Februar-Bataillon über eine Mulde, ohne Seitendeckung, vor. Nach einem gescheiterten Panzerangriff erhielt das Bataillon in den Abendstunden den Rückzugsbefehl. Nach dem Scheitern des Angriffes am 10. Juli 1938 erfolgte am 17. Juli ein erneuter Angriff, der gleichfalls scheiterte.
Am 20. Juli kämpfte das Bataillon erneut knapp vor Quijorna vor einer Brücke, wobei sich der Bataillonsstab unter der Brücke befand. In den beiden letzten Kampftagen der Schlacht am 26. Juli bezogen alle drei Bataillone neue Stellungen südlich der Straße von Quijorna nach Villanueva de la Cañada, wobei das 12.-Februar-Bataillon in einer Ausgangsstellung verblieb. Nach dem Zurückweichen der 32. Brigade erhielt das Bataillon den Auftrag in diesem Bereich die Front zu stabilisieren. Zur Stabilisierung der Frontlinie bezog das 12.-Februar-Bataillons Stellungen zwischen Quijorna und Villanueva de la Cañada neben dem Thälmann-Bataillon. Das Vorgehen des 12.-Februar-Bataillons erlaubte hierdurch dem Thälmann-Bataillon die Frontline zu halten. In der Nacht vom 26. zum 27. Juli griffen die Nationalisten zweimal die Stellungen des 12.-Februar-Bataillons an, wobei beide Nachtangriffe zurückgewiesen wurden. Nach der Beruhigung der Lage wurde das Bataillon in der Nacht vom 27. zum 28. Juli von der Front abgezogen. Es bezog hiernach am 29. Juli eine Ruhestellung.

### Großraum Madrid
Am 30. September 1937 wurde das Bataillon von der Front abgezogen und nach Villalba de Madrid verlegt. In der Nähe von El Escorial erfolgte eine Ausbildung mit Panzern.

### Schlacht von Belchite
Bei der Schlacht von Belchite kämpfte das Bataillon bei Quinto am Ebro, östlich von Belchite. Dort konnte das Bataillon militärische Erfolge erzielen, die aber teuer erkauft wurden. Am 4. September 1937 befand sich das Bataillon bei Mediana, 30 Kilometer vor Saragossa. Der Bataillonsstab befand sich beim weißen Haus von Mediana.

## Personen

### Kommandeure
Erster Kommandeur des Bataillons war vom Juni bis zum August 1937 Harry Hellfeld. Weitere Kommandeure waren Karl Bauer (Aug. – Okt. 1937), Emil Reuter (Okt. – März 1937), Karl Rimbach (März – April 1938), Adolf Reiner (April – Aug. 1938) und Willy Benz (Aug. – Jan. 1939).

### Politoffiziere
Polit-Kommissar  war bei der Formierung des Bataillons Walter Knobloch. Weitere Polit-Kommissare waren Leo Wurzel (Aug. – Sept. 1937) und Paul Steiner (Okt. – Juli 1938) und spanische Polit-Kommissare.

### Weitere Mitglieder des Bataillons
- Alois Brust (gefallen bei Mediana im September 1939)[5]
- Hans Landauer
- Walter Thoss (Stabschef Sept. 1937)
- Vinzent Porombka (Kompaniekommandant Sept. 1937)
- Kurt Fiedler[8]

### Tiroler Spanienkämpfer
Nach einer 2010 publizierten Untersuchung des Innsbrucker Historiker Friedrich Stepanek gab es 40 namentlich bekannte Interbrigadisten aus Tirol. Diese waren alle in der XI. Interbrigade eingesetzt.
Mindestens fünf der Tiroler Interbrigadisten waren 1932 an der Höttinger Saalschlacht in Innsbruck beteiligt. Einige von ihnen kämpften auch in Gefechten während des Bürgerkrieges 1934 im Tiroler Unterland bei Wörgl, Kirchbichl und Häring und mussten auf Grund der anschließend einsetzenden Verfolgungen durch das austro-faschistische Regime flüchten.
Zu den Tiroler Interbrigadisten gehörten Max Bair, Hubert Mayr und Josef Perterer.

## Gedenken
Am Wiener Zentralfriedhof steht ein Mahnmal für die gefallenen österreichischen Spanienkämpfer.